# فرق لوفتفافه الميدانية
كانت فرق لوفتفافه الميدانية (الألمانية: Luftwaffen-Feld-Divisionen أو LwFD) تشكيلات عسكرية ألمانية خلال الحرب العالمية الثانية.

## التاريخ

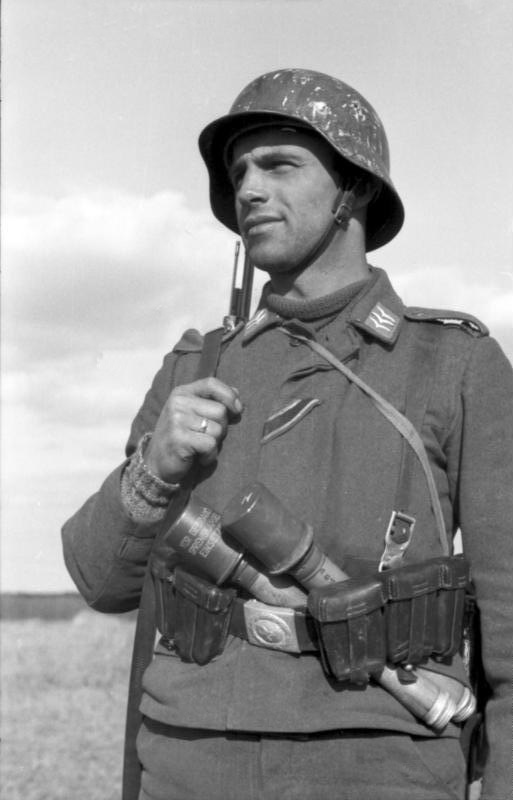
محاضرة Obergefreiter من قسم لوفتفافه الميداني في روسيا

تمت الموافقة على التشكيلات في الأصل في أكتوبر 1942، بعد الاقتراحات بأن الجيش الألماني يمكن دعمه عن طريق نقل الأفراد من الخدمات الأخرى. صاغ رئيس لوفتفافه هيرمان غورينغ، خطة بديلة لرفع تشكيلات المشاة الخاصة به تحت قيادة ضباط لوفتفافه. كان هذا على الأقل جزئياً بسبب الخلافات السياسية مع هير. كان غورينغ فخورًا بدرجة من الالتزام السياسي وتلقين رجال القوات الجوية (ذهب إلى حد وصف المظليين في القوات الجوية بـ«الجنود السياسيين») بينما اعتبر الجيش (بالمعايير النازية) أيضًا «محافظًا» (مرتبط بالتقاليد والمثل التي تعود إلى الأيام الإمبراطورية للقيصر).
ظلت لوفتفافه الميدانية مبدئيًا تحت قيادة لوفتفافه، ولكن في أواخر عام 1943 تم تسليم تلك التي لم يتم حلها بالفعل إلى هيير (الجيش الألماني) وتمت إعادة تنظيمها كأقسام مشاة قياسية مع ثلاثة أفواج من كتيبتين بنادق (مع الاحتفاظ بترقيمها، ولكن مع لوفتفافه المرفقة لتمييزهم عن التشكيلات ذات الأرقام المماثلة الموجودة بالفعل في هير) وضباط الجيش.
حتى تم الاستيلاء عليها من قبل هير (وفي كثير من الحالات لبعض الوقت بعد ذلك)، تم إصدار هذه الوحدات بزي Luftwaffe feldblau القياسي، وقيل إن التعرف عليها بسهولة غالبًا ما يتم تمييزه من قبل قوى معاكسة. كانت سمعتهم كقوات قتالية سيئة، على الرغم من المستوى العالي لمجندي لوفتفافه، على الأقل جزئياً من كونهم مطالبين بأداء أدوار (الحرب البرية) التي لم يتلقوا تدريبًا طيارًا عليها. كانت تُستخدم بشكل متكرر في واجبات المستوى الخلفي لتحرير قوات الخط الأمامي.

## الفرق
- قسم حقل Luftwaffe الأول

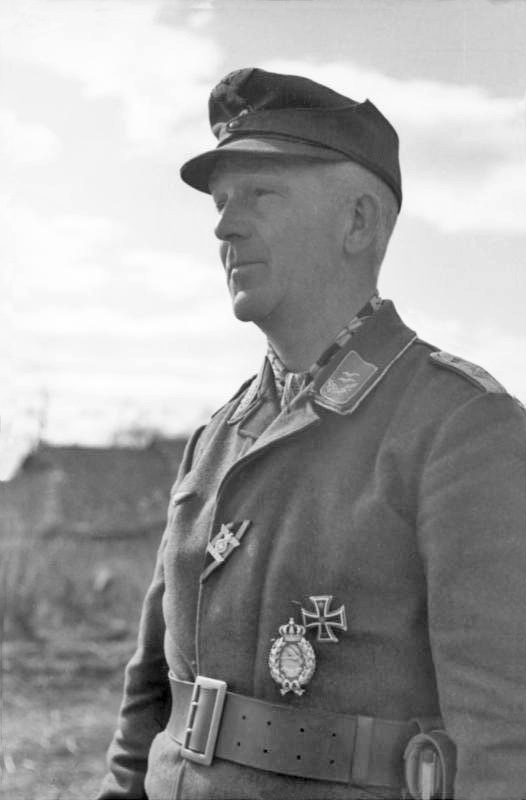
ملازم أول من فرق لوفتفافه الميدانية في روسيا، مارس 1942

- فرقة Luftwaffe الميدانية الثانية - في معركة Nevel (1943)، ضربت القوة الهجومية السوفيتية وهدمت فرقة Luftwaffe الميدانية الثانية.[1] مثل جميع «أقسام» Luftwaffe ، كان الثاني في الواقع بحجم لواء، مع أربع كتائب مشاة فقط، وكان ضعيفًا بشكل خاص في المدفعية مع ثمانية مدافع جبلية 75 ملم فقط وبطارية من Stug IIIs . وقد تضررت بشدة في أول إجراء لها جنوب بيلي خلال عملية المريخ قبل عام تقريبا.[2]
- فرقة لوفتفافه الميدانية الثالثة
- فرقة لوفتفافه الميدانية الرابعة
- فرقة لوفتفافه الميدانية الخامسة
- فرقة لوفتفافه الميدانية السادسة
- قسم لوفتواف الميداني السابع
- قسم لوفتواف الميداني الثامن
- فرقة لوفتفافه الميدانية التاسعة
- الشعبة الميدانية العاشرة لفتوافا
- القسم الميداني ال 11 لفتوافا
- فرقة لوفتفافه الميدانية الثانية عشر
- القسم الميداني ال 13 لفتوافا
- 14 قسم Luftwaffe الميداني
- 15 قسم Luftwaffe الميداني
- 16 قسم Luftwaffe الميداني
  - تم نقلها في النهاية إلى Heer باسم فرقة المشاة الـ 16 Luftwaffe (قسم فولكسغرينادير السادس عشر لاحقًا)
- 17 قسم Luftwaffe الميداني
- فرقة لوفتفافه الميدانية الثامنة عشر
- فرقة لوفتفافه الميدانية التاسعة عشر (لاحقًا قسم Luftwaffe Sturm التاسع عشر)
  - تم نقلها في النهاية إلى Heer باسم 19th Grenadier Division (لاحقًا 19th Volksgrenadier Division)
- قسم Luftwaffe الميداني العشرين (لاحقًا قسم Luftwaffe Sturm العشرين)
- قسم Luftwaffe الميداني الحادي والعشرون (قسم Meindl سابقًا، مجموعة مخصصة من موارد Luftwaffe)
- القسم الميداني الثاني والعشرون من Luftwaffe - لم يتم تشكيلها مطلقًا، تم تعيين وحداتها الفرعية لأقسام أخرى.